# Erfüllungsaufwand
Der Erfüllungsaufwand umfasst die gesamten Kosten sowie den gesamten messbaren Zeitaufwand, die durch die Befolgung einer rechtlichen Vorschrift des Bundes entstehen. Betroffene Gruppen sind Bürger, Wirtschaft und öffentliche Verwaltung. Teil des Erfüllungsaufwandes sind die Bürokratiekosten, die durch Informationspflicht entstehen.
Bei der Ermittlung des Erfüllungsauftrags werden sowohl die Aufbaukosten (z. B. neue Gesetze und Verordnungen) als auch die Abbaukosten (Abschaffung von Gesetzen und Verordnungen) berechnet. Der Erfüllungsaufwand stellt somit sowohl das umfassendste Maß für Bürokratie als auch die Grundlage der Messungen der Bürokratie dar. Er beinhaltet die Kosten und den Zeitaufwand, die den betroffenen Gruppen entstehen. Mittels Ex-ante-Prüfung wird er ermittelt.
Der Leitfaden zur Ermittlung und Darstellung des Erfüllungsaufwands in Regelungsvorhaben der Bundesregierung beschreibt wie der gesamte messbare Aufwand, den die Erfüllung einer Regelung bei den Betroffenen nach sich zieht, für Regelungsvorhaben der Bundesregierung zu ermitteln ist.